# Sidney Hook
Sidney Hook (* 20. Dezember 1902 in New York City; † 12. Juli 1989 in Stanford, Kalifornien) war ein US-amerikanischer Sozialphilosoph und Hochschullehrer. Er lehrte an der New York University und war ein wichtiger Vertreter des Pragmatismus. Hook wurde 1985 mit der Presidential Medal of Freedom ausgezeichnet.

## Leben
Hook entstammte einer Familie österreichischer Juden, die in den 1880er Jahren in die USA ausgewandert war. Der im New Yorker Stadtteil Manhattan Geborene wuchs ab dem dritten Lebensjahr in Williamsburg (Brooklyn) auf, wo er die Boy's High School besuchte. Danach studierte er u. a. bei Morris Raphael Cohen am City College of New York (B.S. 1923) und an der New Yorker Columbia University (M.A. 1926, Ph.D. 1927), wo er Schüler von John Dewey war. Von 1923 bis 1928 arbeitete er als Lehrer in New York City. 1928/29 war er Guggenheim Fellow in München und Moskau (Institut für Marxismus-Leninismus beim ZK der KPdSU).
Von 1931 bis 1936 lehrte er an der New School for Social Research und begann 1927 eine akademische Karriere an der New York University, zunächst als Instructor. Dort war er von 1932 bis 1934 Assistent Professor, von 1934 bis 1939 Associate Professor und von 1939 bis 1969 (ordentlicher) Professor für Philosophie und leitete von 1957 bis 1968 das Department of Philosophy. Er war Autor zahlreicher Bücher und Aufsätze, in denen er Pragmatismus, Säkularismus und Rationalismus propagierte. 
1959 war er Präsident der American Philosophical Society. 1961 war er Gastprofessor an der Harvard University. 1966 war er Regents Professor an der University of California, Santa Barbara. Von 1969 bis 1989 war er Senior Research Fellow an der Hoover Institution in Kalifornien. 1984 war er Jefferson Lecturer der National Endowment for the Humanities.
Er war bis in die 1930er Jahre hinein ein Anhänger des Kommunismus, setzte sich intensiv mit der Theorie von Karl Marx auseinander und sympathisierte mit der Kommunistischen Partei, wurde dann aber im Zuge der Auswüchse des Stalinismus in der Sowjetunion ein überzeugter Antikommunist. Er organisierte 1939 das antitotalitaristische Committee for Cultural Freedom; 1949 wurde er erster Vorsitzender des American Committee for Cultural Freedom, später knüpfte er Kontakte zu James T. Farrell und Raymond Aron zur Gründung des Kongresses für kulturelle Freiheit. Gleichzeitig lehnte er in den 1950er Jahren die zu weitgehende Kampagne von Joseph McCarthy gegen vermeintliche Kommunisten ab. Hook stand für liberale Demokratie und befürwortete politische und akademische Freiheit. Kritiker der Neuen Linken bezeichneten ihn u. a. aufgrund seines positiven Standpunkts dem Militär gegenüber als Neokonservativen, was er allerdings zurückwies, denn er verstand sich als Humanist und Sozialdemokrat.
Hook war zweimal verheiratet und Vater von drei Kindern.

## Auszeichnungen (Auswahl)
- 1922: Ward Medal of Logic, City College of New York
- 1945: Butler Silver Award, Columbia University
- 1951: Freedom Award, Freedoms Foundation
- 1965: Anniversary Commemorative Medal, Assembly of Captive European Nations
- 1965: Fellow, American Academy of Arts and Sciences
- 1979: International Freedom Prize (von 7 Nationen)
- 1985: Presidential Medal of Freedom (durch Ronald Reagan)

## Schriften (Auswahl)
- The Metaphysics of Pragmatism, Chikago 1929.
- Towards the Understanding of Karl Marx, New York 1933.
- From Hegel to Marx, New York 1936.
- John Dewey, New York 1939.
- The Hero in History, Boston 1943.
- Marx and the Marxists, Princeton 1955.
- Political Power and Personal Freedom, New York 1959.
- Paradoxes of Freedom, Berkeley 1962.
- Pragmatism and the Tragic Sense of Life, New York 1974.

## Sidney Hook Memorial Award
Seit 1991 wird der Sidney Hook Memorial Award durch die Ehrengesellschaft Phi Beta Kappa vergeben:
- 1991: Leon Max Lederman
- 1994: John Hope Franklin
- 1997: Carolyn G. Heilbrun
- 2000: Natalie Zemon Davis
- 2003: Jonathan Spence
- 2006: Charles Tilly
- 2009: John Seery
- 2012: Martha Craven Nussbaum